# 中国滑翔运动史
中国滑翔运动因为政府投资短缺，飞行成本昂贵，私人飞行空域管理限制严格，公众关注程度极低等因素的影响，开展处于非常小众的境地。除了少数专业运动员以外，只有极少数飞行爱好者通过自费学习滑翔飞行，例如万科董事长王石。

## 中華人民共和國成立以前
1930年代初，滑翔运动从欧洲传入中国，中国的第一架现代滑翔机由天津河北汽车学校的隋世新与朱晨在1931年制造。广西人韦超于1936年在德国学习滑翔技术，之后回国筹建滑翔运动培训班，在大公报筹资赞助下，从德国购买了高级滑翔机，并在成都重庆等地表演飞行。抗日战争期间，受日本空袭的影响，民众对飞行表现出了极高热情，包括滑翔运动在内各种空中运动都得到开展。1941年，中国滑翔总会在重庆成立，由蔣介石擔任會長，以訓辭“無空防即無國防”來突顯滑翔運動在當時訓練青年及建設國防的重要性。各地也先后成立了分会和俱乐部。从1940年到1944年还制造了200架以上的滑翔机。抗日战争结束后，对滑翔俱乐部培养飞行员的需求降低，滑翔运动失去重视，各地滑翔俱乐部大多关闭，滑翔总会的滑翔训练班也被解散。

## 中華人民共和國成立初期
1949年以后，中国大陆受苏联社会主义阵营国家的影响，1952年成立中央国防体育俱乐部，后改为中国人民国防体育协会，积极推广国防体育，滑翔运动是其中的重要项目之一。1956年5月1日，北京劳动节庆祝活动中，9架波兰生产的中级和高级滑翔机在9架初教五单引擎飞机的牵引下，从空中接受了包括毛泽东在内的领导人检阅。1959年 第一届全运会，滑翔被列为了正式比赛项目。1955年建立了第一所滑翔学校，后陆续在各地建立滑翔学校大量培训滑翔机飞行员，到大跃进时期陆续建立了85个滑翔学校与航空运动俱乐部，后来到1963年又调整为47个。这些滑翔运动学校和俱乐部的一个重要目的是培养预备飞行员。主要招收14-16岁的初中学生，在1-2年的文化教育和滑翔训练后参加招飞选拔，到1979年，有1.2万名滑翔机学员进入了空军，海军航空兵和民航，中央军委副主席许其亮和中华人民共和国空军司令马晓天都曾经是滑翔学校的预备飞行员。1966年文化大革命开始后，各地航空运动学校的滑翔飞行训练完全停止。1975年1月28日，国务院、中央军委批转了国家体委、总参谋部《关于在全国恢复业余滑翔学校和开展其他军事体育活动问题的请示》后，各地才逐渐恢复了滑翔飞行训练。

## 1980年代以後
1982年，滑翔在大陆由军事体育项目转变为纯竞技体育项目，取消了向空军提供预备飞行员的任务，总参谋部也不再参与管理，国家体委负责全部管理工作。但滑翔运动规模不但没有恢复到以前的水平，反而遭到极大削减。学校数量削减到10所，其中大部分在西北，华北和东北，南方只保留了四川省一所航空运动学校，运动员和教练员的规模也缩减到只有70多人。 进入90年代以后，由于受“奥运争光”和“全民健身”计划的影响，作为非奥运会和全运会项目的滑翔运动更是不受重视，投资不断减少，专业人员也逐渐流失，大部分航空运动学校停止了比赛和训练活动。除了每年一度山西大同的全国锦标赛以外，很少有滑翔机飞行活动。目前还在开展滑翔运动飞行的航空学校主要是河南安阳航空运动学校与山西大同航空运动学校。